# Deoclona
Deoclona là một chi bướm đêm thuộc họ Gelechiidae.